# No Strings Attached (film)
För andra betydelser, se No Strings Attached.
No Strings Attached är en amerikansk romantisk komedifilm från 2011 i regi av Ivan Reitman, som även har varit med och verkat som en utav producenterna på filmen. Filmen har Natalie Portman och Ashton Kutcher i huvudrollerna, och handlar om två vänner som bestämmer sig för att ha ett rent fysiskt förhållande utan känslor eller "krångel", men förstås börjar känslor utvecklas längs vägen. Filmen släpptes för biopremiär i USA den 21 januari 2011 och fick vid premiärtillfället blandade recensioner, där huvudparet (spelat av Portman och Kutcher) fick beröm för sina respektive prestationer, samtidigt som det även riktades kritik mot filmens regi och manus. Filmen hade biopremiär här i Sverige den 1 april 2011.

## Handling
Emma Kurtzman och Adam Franklin träffas första gången som tonåringar på ett sommarläger. Senare råkar de springa på varandra vid olika tillfällen under åren, men inget blir riktigt allvarligt. Adam får veta att hans pappa Alvin (spelad av Kevin Kline) börjat dejta hans ex-flickvän Vanessa. I ren frustration blir Adam full och ringer upp gamla bekanta — och hamnar till slut hemma hos Emma.
Emma och Adam sover med varandra, men Emma gör det klart att hon inte vill ha en relation. Hon föreslår att de kan vara "vänner med fördelar" — alltså träffas för sex, men utan romantiska band eller svartsjuka. Adam går med på det, även om han innerst inne vill ha mer. De sätter upp enkla regler: ingen svartsjuka, inga förväntningar, inga känslor. Till en början fungerar det överraskande bra och de har både roligt och passionerat tillsammans.
Adam börjar utveckla starkare känslor för Emma och försöker ibland göra romantiska gester, som att ta med henne på dejt eller laga mat åt henne. Emma försöker hålla distans, då hon är rädd för att bli sårad och för att förlora kontrollen. När Adam börjar dejta en annan kvinna märker Emma att hon faktiskt bryr sig mer än hon trodde. Samtidigt gör hon ett par misstag som sårar Adam, bland annat när hon inte dyker upp på en planerad dejt. De drar sig ifrån varandra. Adam är besviken över att Emma inte vågar öppna upp, och Emma inser att hon faktiskt har känslor men inte vet hur hon ska hantera dem.
I slutet tar Emma mod till sig och söker upp Adam. Hon erkänner att hon är kär i honom och att hon vill försöka på riktigt, med allt vad en riktig relation innebär. De blir tillsammans, denna gång utan "no strings attached".

## Rollista
| Natalie Portman/Stefanie Scott | – Dr. Emma Kurtzman  |
| Ashton Kutcher/Dylan Hayes     | – Adam Franklin      |
| Kevin Kline                    | – Alvin Franklin     |
| Cary Elwes                     | – Dr. Steven Metzner |
| Greta Gerwig                   | – Dr. Patrice        |
| Lake Bell                      | – Lucy               |
| Olivia Thirlby                 | – Katie Kurtzman     |
| Ludacris                       | – Wallace            |
| Jake Johnson                   | – Eli                |
| Mindy Kaling                   | – Dr. Shira          |
| Talia Balsam                   | – Sandra Kurtzman    |
| Ophelia Lovibond               | – Vanessa            |
| Guy Branum                     | – Dr. Guy            |
| Ben Lawson                     | – Dr. Sam            |
| Jennifer Irwin                 | – Megan              |
| Nasim Pedrad                   | – Författare         |
| Adhir Kalyan                   | – Kevin              |
| Abby Elliott                   | – Joy                |
| Matthew Moy                    | – Chuck              |
| Brian H. Dierker               | – "Bones"            |
| Mollee Gray                    | – Sari               |
| Vedette Lim                    | – Lisa               |

## Se också
- Friends with Benefits
- När Harry träffade Sally
- Befikre